# Сарти, Адольфо
Адольфо Сарти (итал. Adolfo Sarti; 19 июня 1928, Турин, Италия — 2 марта 1992, Рим, Италия) — итальянский государственный деятель, министр обороны Италии (1980).

## Биография
Родился в семье известных итальянских юристов. После получения высшего юридического образования работал в банке Risparmio di Cuneo.
Депутат нижней палаты итальянского парламента — Палаты депутатов (1958—1972 и 1983—1987).
- 1966—1968 гг. — заместитель министра туризма,
- 1968—1969 гг. — статс-секретарь казначейства,
- 1969—1973 гг. — статс-секретарь МВД,
- 1973—1974 гг. — руководитель аппарата Совета Министров Италии,
- 1974—1976 гг. — министр туризма,
- 1979—1980 гг. — министр без портфеля по связям с парламентом,
- 1980 г. — министр обороны,
- 1980 г. — министр образования,
- 1980—1981 гг. — министр юстиции Италии.